# Uhyst
Uhyst (Oppersorbisch: Delni Wujězd) is een plaats in de Duitse deelstaat Saksen, en maakt deel uit van het district Görlitz, in de gemeente Boxberg/Oberlausitz.

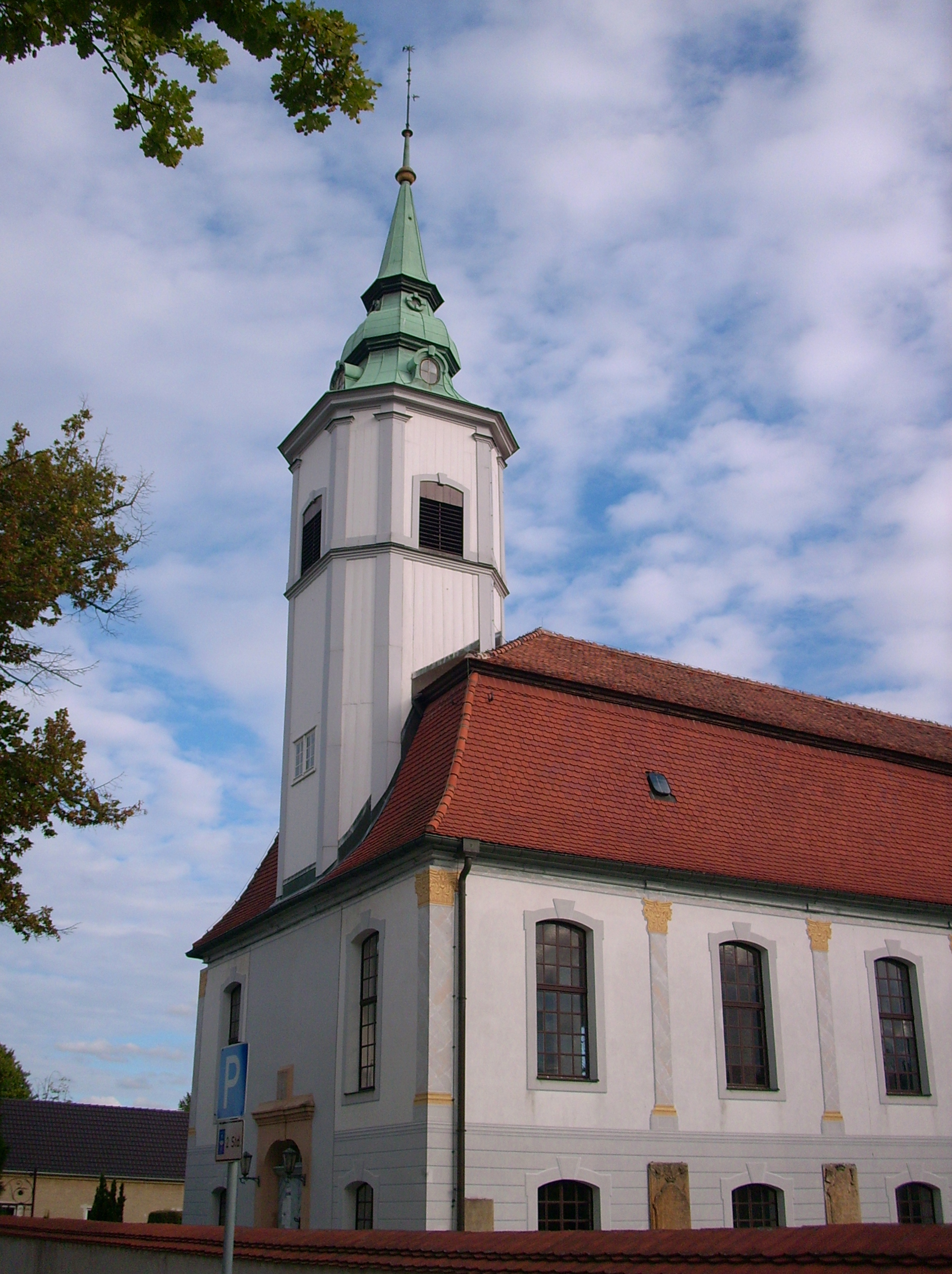
Kerk in Uhyst
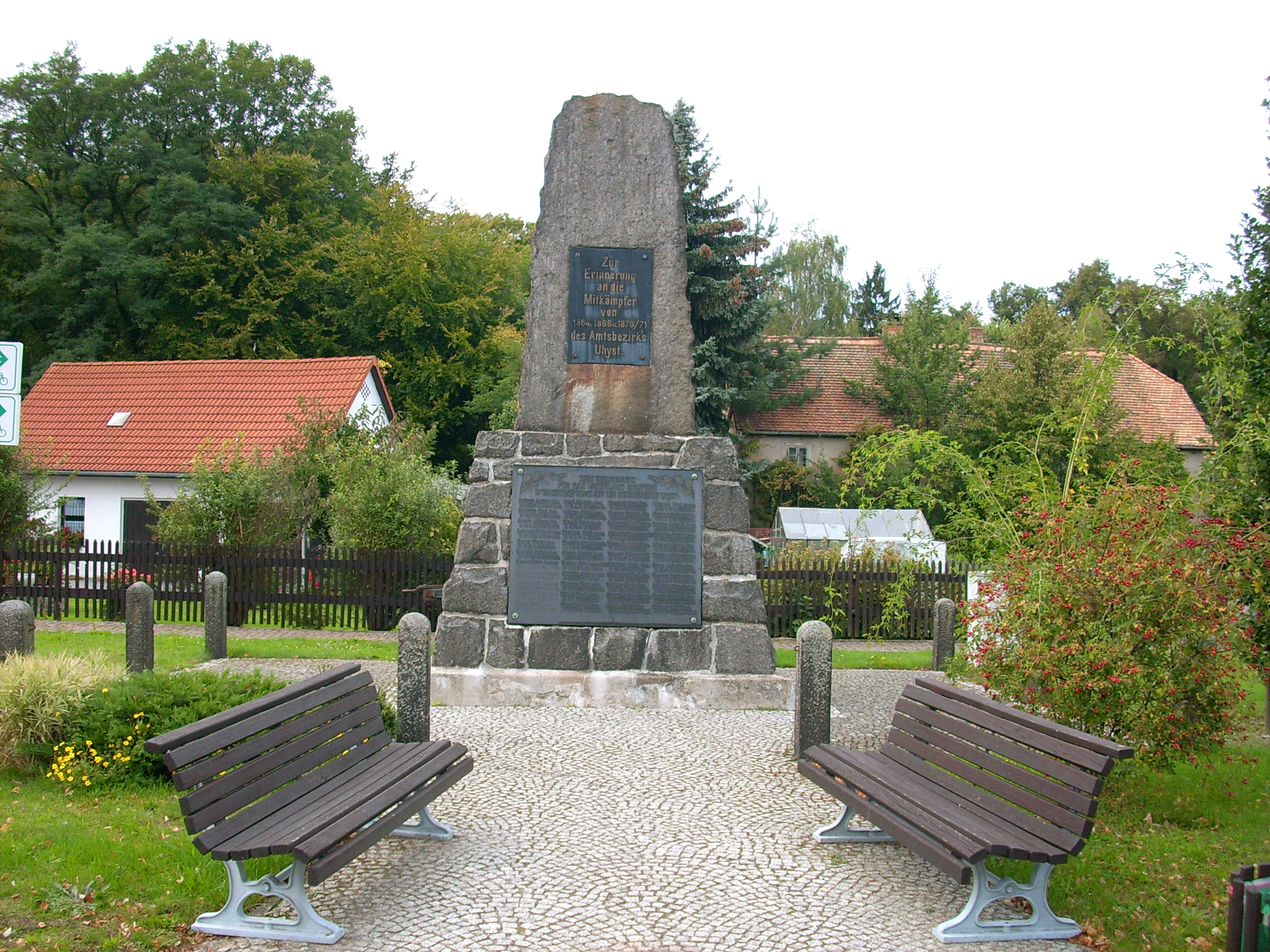
Monument in Uhyst
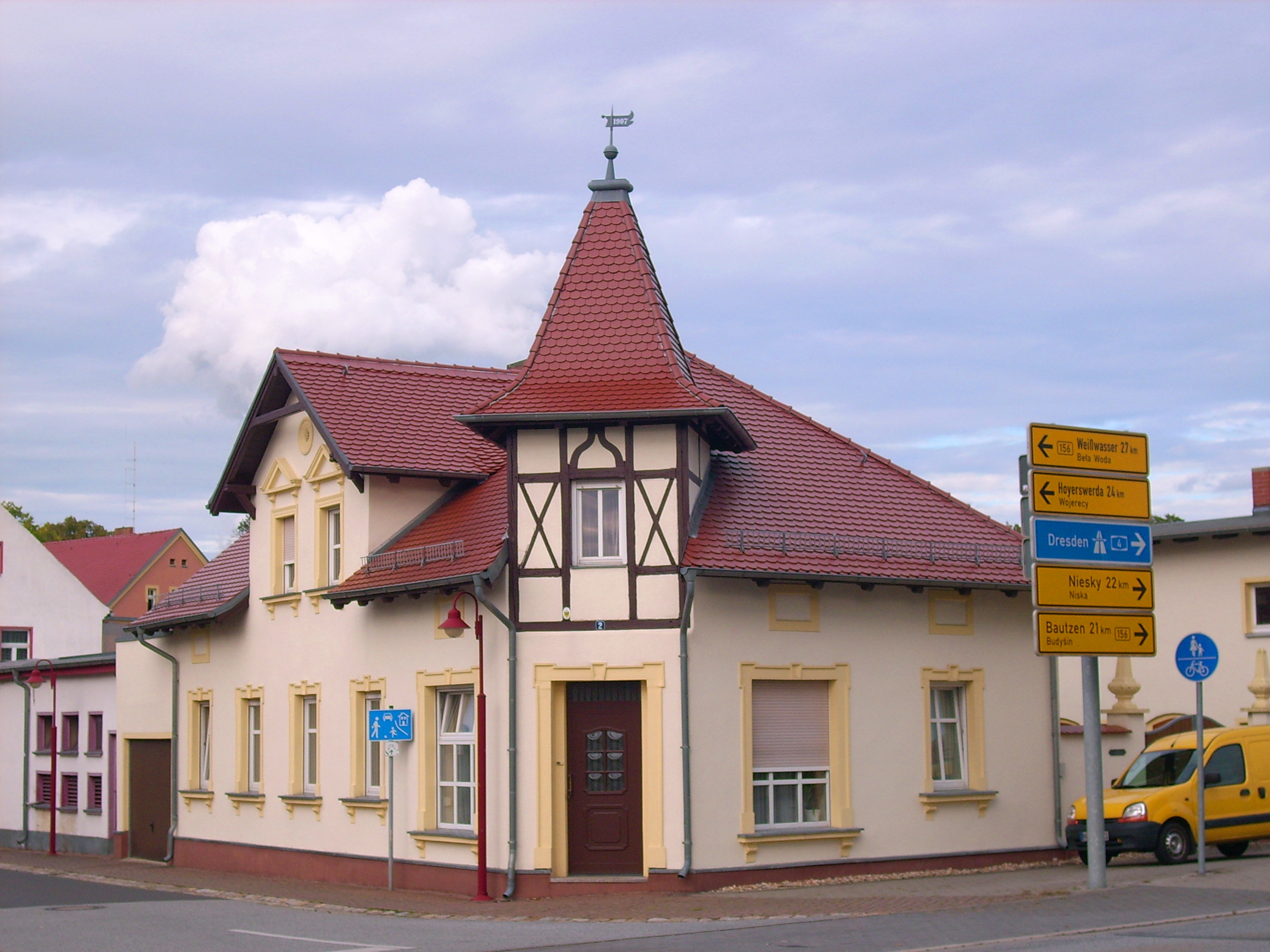
Huis in Uhyst
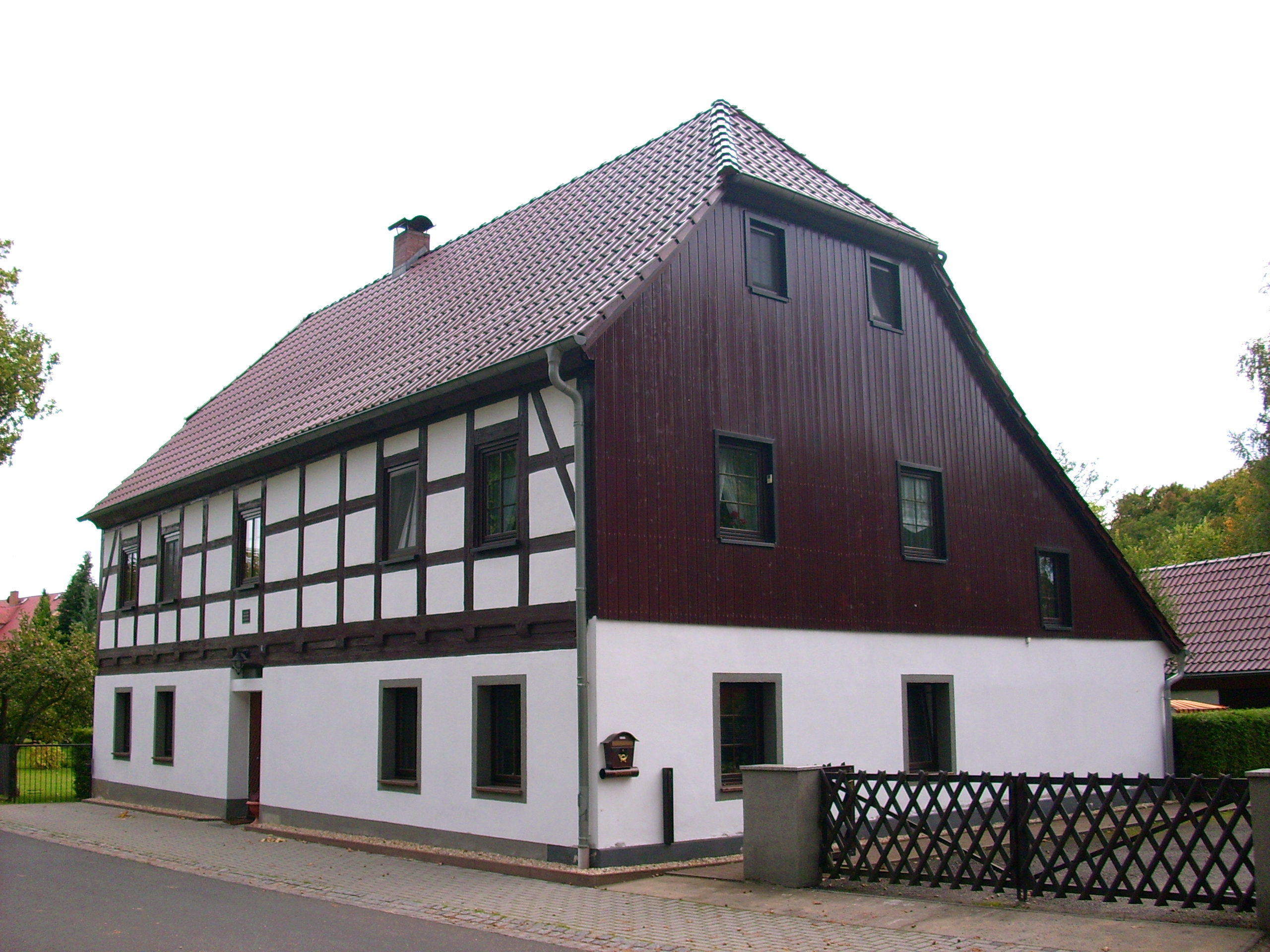
Huis in Uhyst
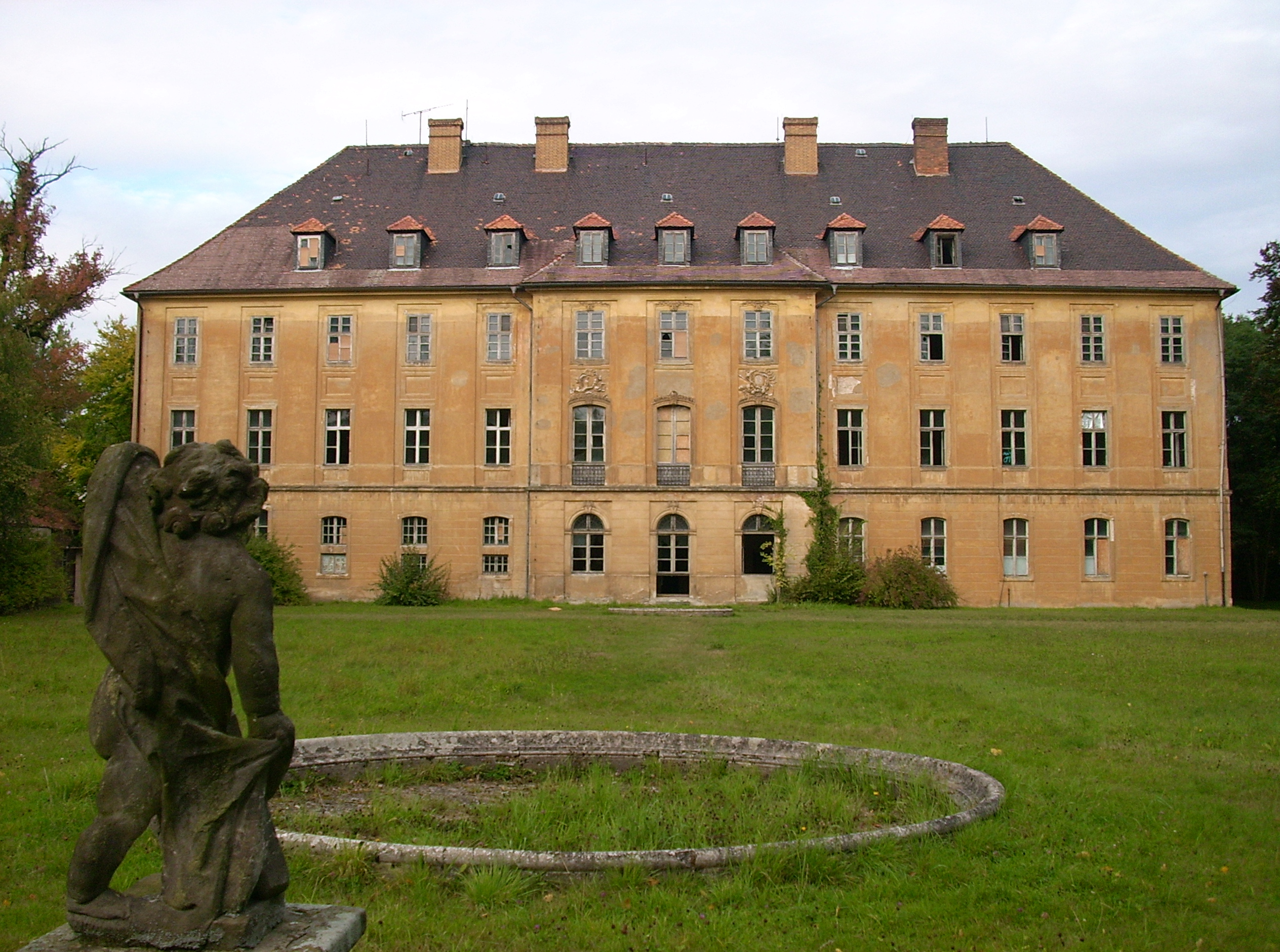
Slot
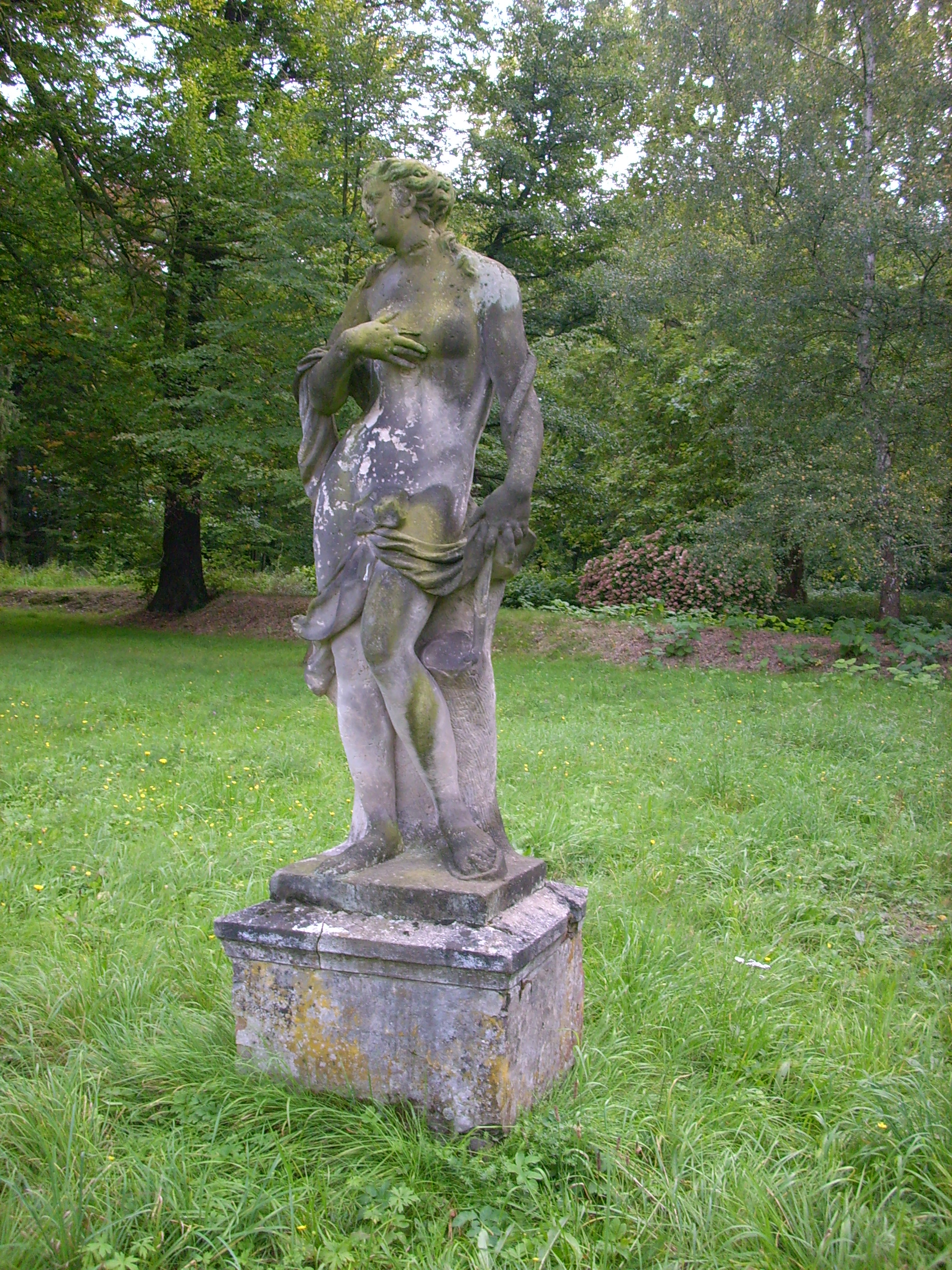
Standbeeld van Venus